# Bernard Michałka
Bernard Michałka ps. „Batory” (ur. 7 kwietnia 1910 w Lipnicy, zm. 10 stycznia 1944 w Kamienicy Królewskiej) – dowódca grupy sabotażowo-dywersyjnej organizacji Polska Żyje, a następnie oddziału partyzanckiego Tajnej Organizacji Wojskowej "Gryf Pomorski".

## Życiorys
Był jednym z sześciu synów Franciszka Michałki i Marianny z domu Rettke. Uczęszczał do szkoły elementarnej w Luzinie, gdzie następnie podjął pracę jako listonosz. Krótko przed wybuchem II wojny światowej odbył zasadniczą służbę wojskową, którą ukończył ze stopniem kaprala rezerwy. Na pocz. 1940 r. rozpoczął działalność konspiracyjną w organizacji podziemnej Polska Żyje. W czerwcu tego roku został członkiem specjalnej grupy sabotażowo-dywersyjnej o krypt. "Dysab", działającej na obszarze dawnego powiatu morskiego. 28 grudnia stanął na czele jednego z oddziałów (w liczbie 10 ludzi), które wchodziły w skład "Dysabu", dowodzonego przez ppor. rez. Alfonsa Tessara ps. "Zan". Od poł. 1941 r. rozszerzono zasięg działania na powiaty lęborski i kartuski. Od czerwca – sierpnia 1942 r. "Dysab" wraz z całą organizacją przeszedł do TOW "Gryf Pomorski", co znacznie zwiększyło jego aktywność. 1 sierpnia B. Michałka został mianowany zastępcą komendanta Komendy Powiatowej TOW "Gryf Pomorski" Wejherowo, dowodząc nadal swoim oddziałem. W tym okresie został mianowany przez władze "Gryfa" na organizacyjny stopień podporucznika. Brał udział w wielu akcjach bojowych, m.in.:
- 21 listopada 1943 r. współuczestniczył w ataku na niemieckie lotnisko w Strzebielinie Morskim, gdzie uszkodzono 6 (sześć) samolotów szkolno-treningowych i urządzenia obsługi naziemnej oraz zdobyto duże ilości broni, amunicji i wyposażenia wojskowego;
- 23 grudnia 1943 r. w rejonie Strzebielinka jego oddział zlikwidował 7-osobowy patrol żandarmerii, zdobywając 7 sztuk broni krótkiej, 2 pistolety maszynowe i 4 karabiny;
- 30 grudnia 1943 r. wraz z grupą por. Alfreda Loepera dokonał zasadzki na patrol policji niemieckiej na szosie z Leśniewa do Pucka; patrol zlikwidowano, zdobywając 6 sztuk broni krótkiej, 3 pistolety maszynowe i 3 karabiny.

9 stycznia 1944 r., gdy przebywał wraz ze swoim bratem Albinem ps."Zegar" i 2 innymi członkami oddziału w bunkrze "Gniazdo Gryfitów" na terenie posesji miejscowego rolnika Jana Kwidzińskiego ps."Wilk" w Kamienicy Królewskiej, został otoczony przez niemiecką obławę w sile ok. 120 żandarmów i gestapowców. Obrona trwała cały dzień i noc; dopiero nad ranem 10 stycznia bunkier został zlikwidowany, a B. Michałka i J.Kwidziński ponieśli śmierć. Albin M. został ciężko ranny (stracił też część palca wskazującego prawej ręki). Ciała poległych Niemcy przysypali gliną i kamieniami w bunkrze. Po zakończeniu wojny dokonano ekshumacji ich zwłok, które uroczyście pochowano na cmentarzu w Sierakowicach.
Jego śmierć upamiętnia obelisk postawiony w miejscu dawnego bunkra oraz pomnik w Kamienicy Królewskiej. Jego nazwiskiem nazwano też jedną z ulic w Luzinie.